# Piazza San Michele (Kiev)
La piazza San Michele (in cirillico: Михайлівська площа?, traslitterato: Mychajlivs'ka plošča) è una piazza che si trova nel centro storico di Kiev, in Ucraina. Situata nel distretto Ševčenko, la piazza si trova di fronte al monastero dorato di San Michele, dal quale prende il nome. Si trova all'incirca 300 metri a nord-est della piazza Sofia, alla quale è collegata attraverso il Volodymyrs'kyj proïzd, e 450 metri circa a nord-ovest della piazza dell'Indipendenza, alla quale è collegata dalla Mychajlivs'ka vulycja.
Nella piazza si trova un monumento dedicato alla principessa Olga di Kiev, all'apostolo Andrea e ai santi Cirillo e Metodio. Di fronte al monastero si trova un memoriale alle vittime dell'Holodomor. Inoltre, una delle mura esterne del monastero che confina con la piazza funge da muro della memoria dei caduti per l'Ucraina, un memoriale del conflitto russo-ucraino.

## Storia
La piazza è una delle più antiche di Kiev. Si formò nel dodicesimo secolo dinnanzi all'entrata del monastero dalle cupole d'oro di San Michele. Nella sua forma e nelle sue dimensioni attuali, la piazza si formò nel 1850, dopo che lo spazio tra le cattedrali di Santa Sofia e di San Michele fu diviso per costruire un centro di assistenza. Nel 1869, la piazza prese il nome di "piazza San Michele" (in russo Михайловская площадь?, Michajlovskaja ploščad')
Intorno al 1860, l'architetto Aleksandr Beretti costruì un maniero che si affacciava sulla piazza, commissionato da Johann Eisman, che per un certo periodo venne affittato dalla direzione del distretto militare di Kiev, e nel 1873 venne acquistato dal ministero della pubblica istruzione. Nel 1911, davanti ad esso si innalzò un monumento alla principessa Olga. Negli anni 1930 sorse anche la scuola secondaria n. 6.

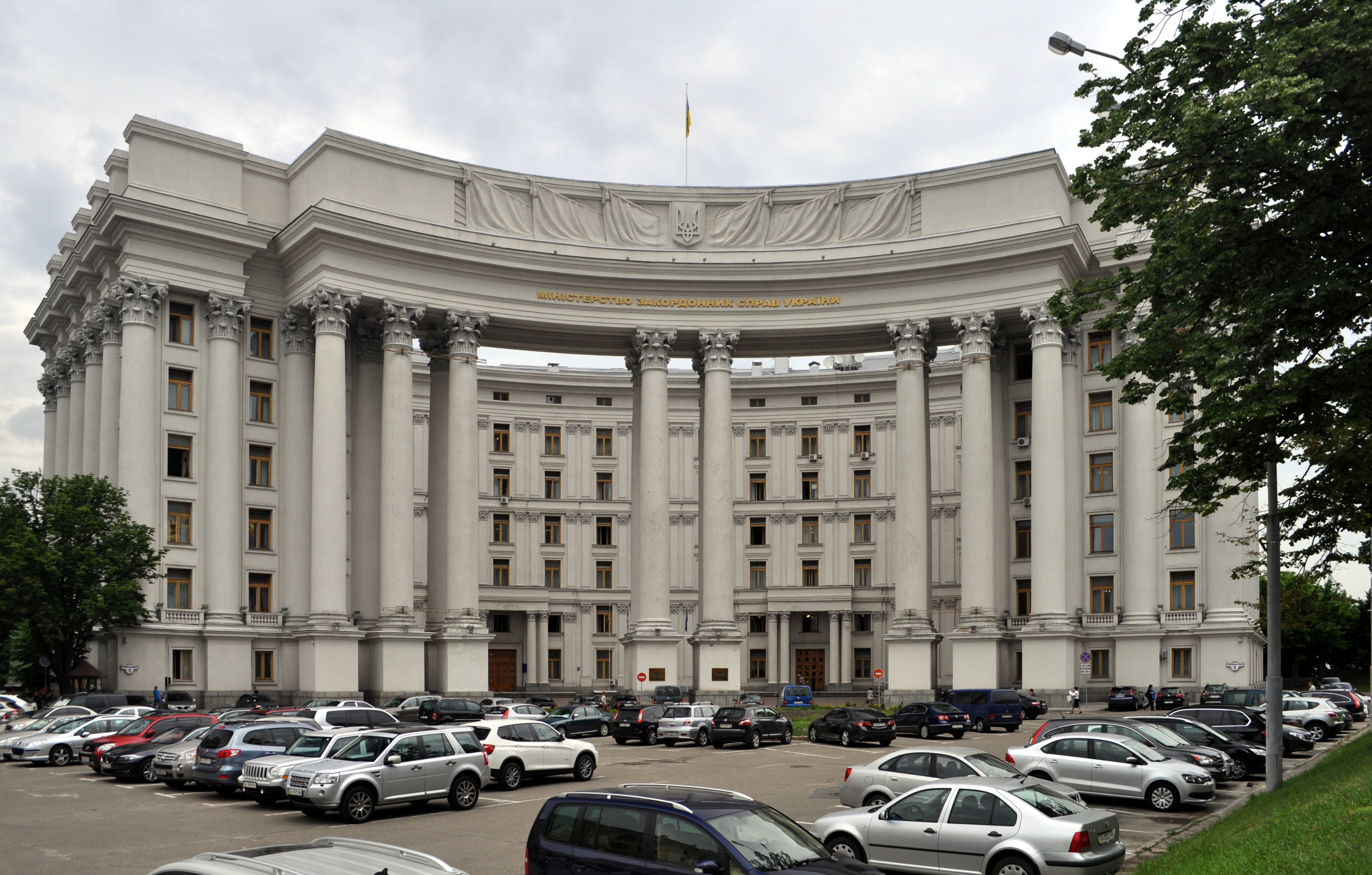
Il palazzo del ministero degli affari esteri nel 2013.

In epoca sovietica la piazza subì dei cambiamenti importanti: nel 1919, il monumento alla principessa Olga venne smantellato parzialmente, e negli anni 1930 venne demolito assieme al monastero dalle cupole dorate di San Michele. Venne pianificata la costruzione di un centro governativo sovietico sulla piazza, ma alla fine venne costruito soltanto l'odierno edificio del ministero degli affari esteri dell'Ucraina. Nel 1937 la piazza cambiò nome in "piazza del Governo" (in russo Правительственная площадь?, Pravitel'stevennaja ploščad'; in ucraino Урядова площа?, Urjadova plošča) e nel 1961 divenne la "piazza Sovietica" (in russo Советская площадь?, Sovetskaja ploščad'; in ucraino Радянська площа?, Radjans'ka plošča). Nel 1977 la piazza cambiò nome in "piazza Kalinin" (in russo Площадь Калинина?, Ploščad' Kalinina; in ucraino Площа Калініна?, Plošča Kalinina), in onore dello statista sovietico Michail Ivanovič Kalinin. Il nome storico venne restituito nel 1991.
Nel 1985, la scuola n. 6 si trasferì a Vynohradar. Nel processo di ricostruzione della sede, vennero demoliti una porta di mattoni e una dépendance. L'edificio ospitò il teatro musicale per bambini dal 1998, ma non si riuscì a realizzare una sala da teatro, perciò fu sostituito da una scuola circense. Nel 2006, l'Accademia diplomatica del ministero degli affari esteri ucraino si installò in questo palazzo, e sul sito della dépendance sorse l'albergo InterContinental.
L'11 settembre del 1993, nell'ambito delle misure a livello nazionale per perpetuare la memoria dei caduti durante la grande carestia, venne eretto un memoriale "alle vittime dell'Holodomor del 1932-1933". Il monumento consiste in un cubo di pietra al cui interno, dentro una croce scavata, si trova una donna crocifissa. Alla sua inaugurazione fu consacrato dal padre Serhij Tkačuk e ricevette la benedizione del patriarca Volodymyr. Davanti al memoriale è stata realizzata un'aiuola.
Nel 1996, venne ricostruito il monumento alla principessa Olga, distrutto da dei vandali bolscevichi tra il 1919 nel 1935. Il governo ricostruì il monastero e, nel 1998, venne inaugurata la cattedrale di San Michele ricostruita.
Nella notte del 30 novembre del 2013, il monastero di San Michele ebbe un ruolo durante le proteste dell'Euromajdan, dato che un prete suonò le campane di notte per invitare la gente a sostenere i manifestanti nella piazza dell'Indipendenza che si stavano scontrando con le Berkut, le unità di sicurezza dell'allora presidente Janukovyč. La piazza è stata una delle zone di raccoglimento dei fan durante il Gran Premio Eurovisione della Canzone del 2017. Dal maggio del 2022 la piazza ospita una mostra a cielo aperto dei mezzi militari russi catturati e distrutti durante l'invasione russa dell'Ucraina del 2022.

## Trasporti
La piazza è raggiungibile dalle fermate della metropolitana di Kiev Majdan Nezaležnosti e Zoloti Vorota, nonché dalle fermate degli autobus e dei filobus situate nelle vicinanze.